# Achilles Renaud
Achilles Renaud (Lausanne, 14 augustus 1819 - Heidelberg, 5 juni 1884) was een Zwitsers jurist en hoogleraar.

## Biografie

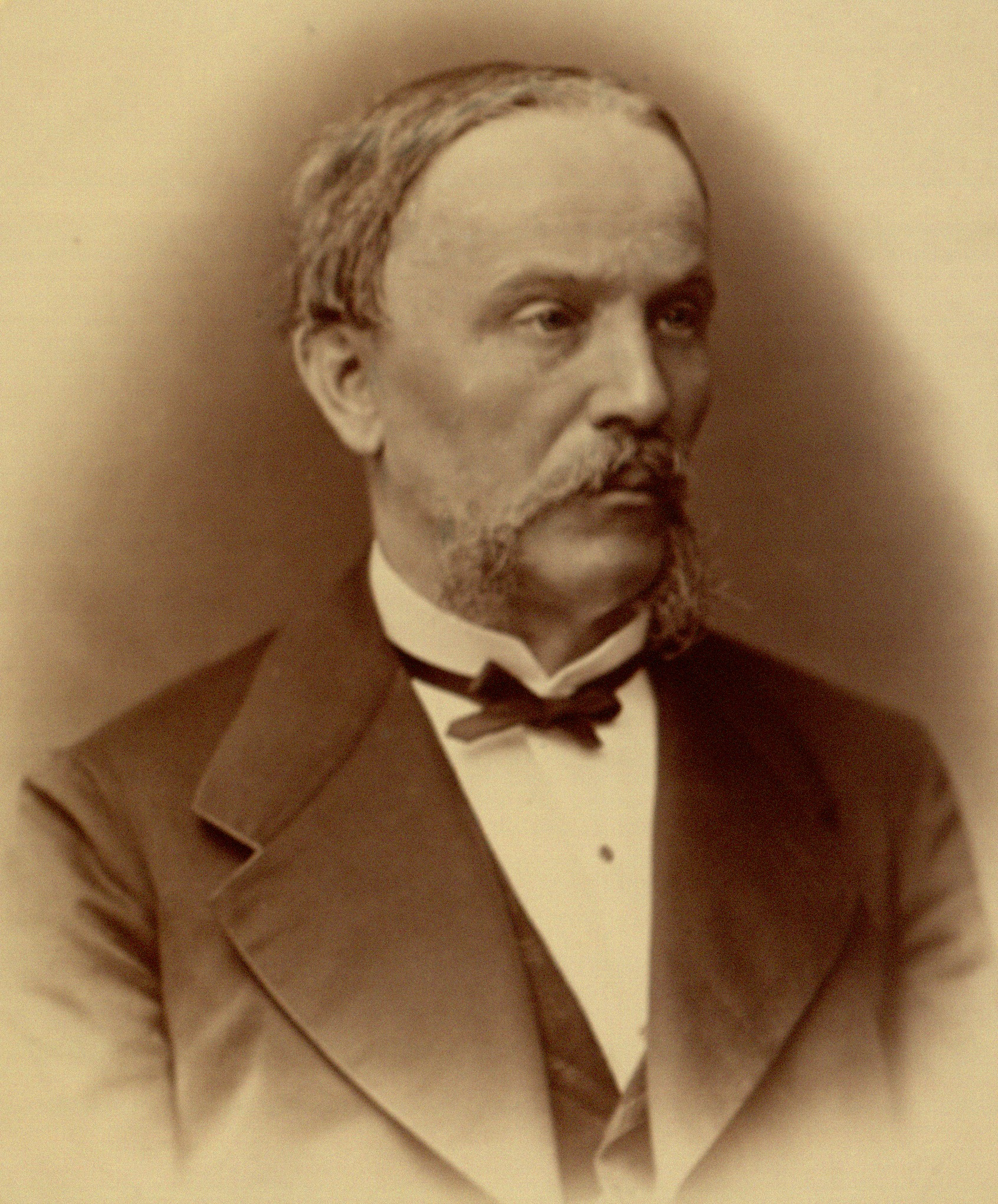

Achilles Renaud stamt af van een oude aristocratische hugenotenfamilie die na het Edict van Nantes van 1598 van Frankrijk naar Romandië emigreerde. Zijn vader was een protestantse predikant in Lausanne en tevens in Bern. In deze stad ging Achilles dan ook naar school. Na zijn schooltijd ging hij rechten studeren aan de Universiteit van Bern, de Ruprecht-Karls-universiteit in Heidelberg en de Friedrich-Wilhelms-Universität in Berlijn. Tijdens zijn juristenopleiding kreeg hij onder meer les van Anton Friedrich Justus Thibaut, Friedrich Carl von Savigny en Karl Adolph von Vangerow. In Heidelberg zou hij tevens zijn doctoraat behalen. Nadien trok hij voor een half jaar naar Parijs, waar hij zijn eerste juridische werk schreef over de burgerlijke dood in Frankrijk.
De Regeringsraad van Bern, de kantonnale regering van het kanton Bern, benoemde hem tot privaatdocent aan de Universiteit van Bern. Kort daarna werd hij er professor. Hij doceerde Frans burgerlijk recht, Franse staats- en rechtsgeschiedenis, Frans burgerlijk procesrecht en Duits burgerlijk- en kerkelijk recht. Nadien werd hij in 1848 benoemd tot professor aan de Universiteit van Gießen, waar hij tot 1851 Duits privaatrecht, Duits burgerlijk procesrecht en Frans burgerlijk recht zou doceren. In 1851 vervolgens ruilde hij deze universiteit in voor de Ruprecht-Karls-universiteit in Heidelberg, waar hij tot zijn overlijden in 1884 gedurende 33 jaar aan verbonden bleef.
Renaud schreef belangrijke bijdragen over het wissel- en handelsrecht en het vennootschapsrecht. Hij werd beschouwd als een van de meest prominente juristen aan de Duitse universiteiten in zijn tijd. Hij overleed in 1884 in Heidelberg op 64-jarige leeftijd.

## Trivia
- Renaud was als lid van de Geheimraad een raadgever van groothertog Frederik I van Baden.
- Hij bekleedde tweemaal de functie van prorector (adjunct-rector) aan de Heidelbergse universiteit.

## Werken
- La mort civile en France, par suite de condamnations judiciaires, son origine et son développement, 1843.
- Lehrbuch des gemeinen deutschen Privatrechts, 1848.
- Lehrbuch des gemeinen deutschen Wechselrechts, 1854, 1868.
- Das Recht der Actiengesellschaften, 1863, 1875.
- Civilproceßrecht, 1866.
- Lehrbuch über das deutsche Privatrecht, eerste deel.
- Das Recht der Commanditgesellschaften, 1881.
- Das Recht der stillen Gesellschaften , 1885 (samen met Paul Laband).
- Rechtliche Gutachten, 1886.
- Kritik zu dem Entwurf eines Reichsgesetzes betreffend die Actiengesellschaften und die Commanditgesellschaften auf Actien.
- Lehrbuch des gemeinen deutschen Civilprozeßrechts mit Rücksicht auf die neuen Civilprozeßgesetzgebungen. Der ordentliche Civilprozeß, 1867, 1873.
- Zur Lehre von der gerichtlichen Zuständigkeit in Zeitschrift für deutschen Civilproceß, deel V, p. 1 e.v.